# 勝山駅
勝山駅（かつやまえき）は、福井県勝山市遅羽町比島にある、えちぜん鉄道勝山永平寺線の駅で同線の終着駅である。駅番号はE23。

## 歴史
- 1914年（大正3年）
  - 3月11日：京都電燈によって市荒川駅（現在の越前竹原駅） - 勝山駅間開通時に開業[1][2][3]。
  - 4月10日：勝山駅 - 大野口間が開業[3]。
- 1942年（昭和17年）3月2日：京福電気鉄道に移管[3]。
- 1974年（昭和49年）8月13日：勝山駅 - 京福大野駅間が廃止[4]。終着駅となる[5]。
- 1980年（昭和55年）2月1日：貨物取扱を廃止[1]。
- 2001年（平成13年）6月24日：列車衝突事故のため営業休止[4]。
- 2003年（平成15年）
  - 2月1日：えちぜん鉄道が承継[4]。
  - 10月19日：営業再開[4][6]。
- 2011年（平成23年）11月23日：駅前ロータリー完成、供用を開始[7]
- 2013年（平成25年）10月19日：駅舎改修完了[8][9]。

## 駅構造
昔ながらの風情のある駅で、映画のロケーション撮影などにも使用されたことがある。入口の看板には「駅」の旧字体である「驛」が使われ、「勝山驛」と記載されている。

### 駅舎
終日駅員が配置される有人駅となっており、小荷物の一時預かり所が機能する。駅舎は1914年（大正3年）開業以来のもので、2004年（平成16年）2月17日に登録有形文化財に登録された。2013年には内観の一部を建設時の吹き抜けに戻すなどの改修工事が行われた。
2014年（平成26年）6月28日に「えち鉄カフェ勝山」（水曜日が定休日）が開店したが、新型コロナウイルス感染症（COVID-19）の世界的流行により一時休業、その後再開したが、2023年（令和5年）6月30日に閉店した。2024年（令和6年）5月9日に勝山市観光まちづくり株式会社（第三セクター）がえち鉄カフェを再オープンさせた。火曜日と水曜日が定休日。

### ホーム
駅舎に隣接する単式ホーム1線と島式ホーム1面2線の計2面3線を有する。以前はラッシュ時を除いて前者が使用されていたが、2005年（平成17年）4月1日のダイヤ改正で、1・2番線を交互に使用するようになった。島式ホームの待合所も駅舎と合わせて登録有形文化財に登録されている。
3番線は営業列車の発着には使用されず、保線機械などが留置される。
線路は駅を過ぎて100メートル先まで続いているが、これは京福大野駅まで伸びていたときの名残であり、当該区間の廃止後は留置線として使用されている。
この留置線を使って夜間滞泊も設定されていて、停止位置目標が設置されている。
| のりば | 路線          | 方向 | 行先               |
| ------ | ------------- | ---- | ------------------ |
| 1・2   | ■勝山永平寺線 | 下り | 永平寺口・福井方面 |

### その他
近辺に駐輪場・駐車場をもち、レンタサイクル、無料のパークアンドライドとカーシェアリング（無人でTOYOTA SHAREダイハツステーションへ委託）も実施されている。

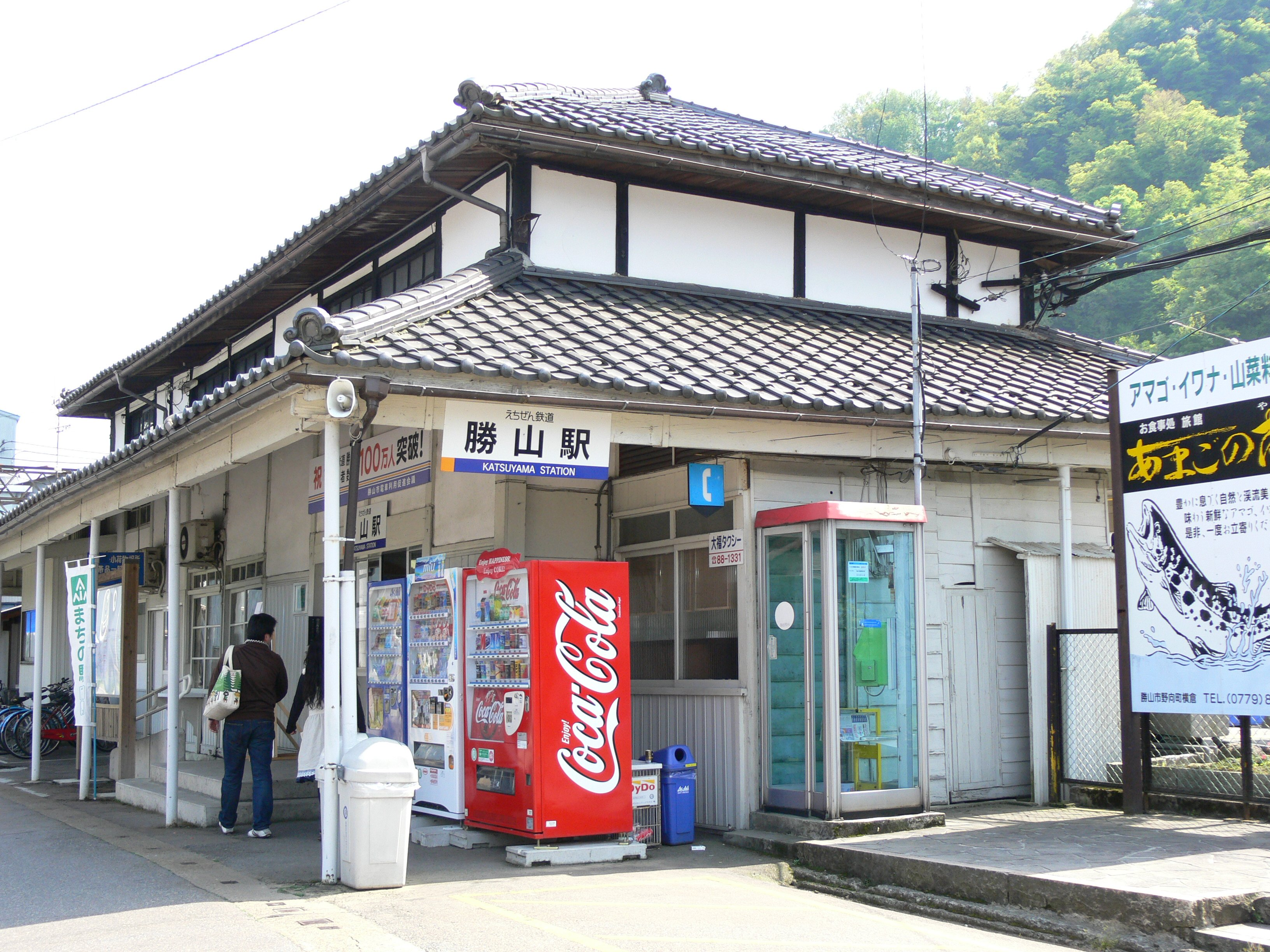
駅舎（2007年）
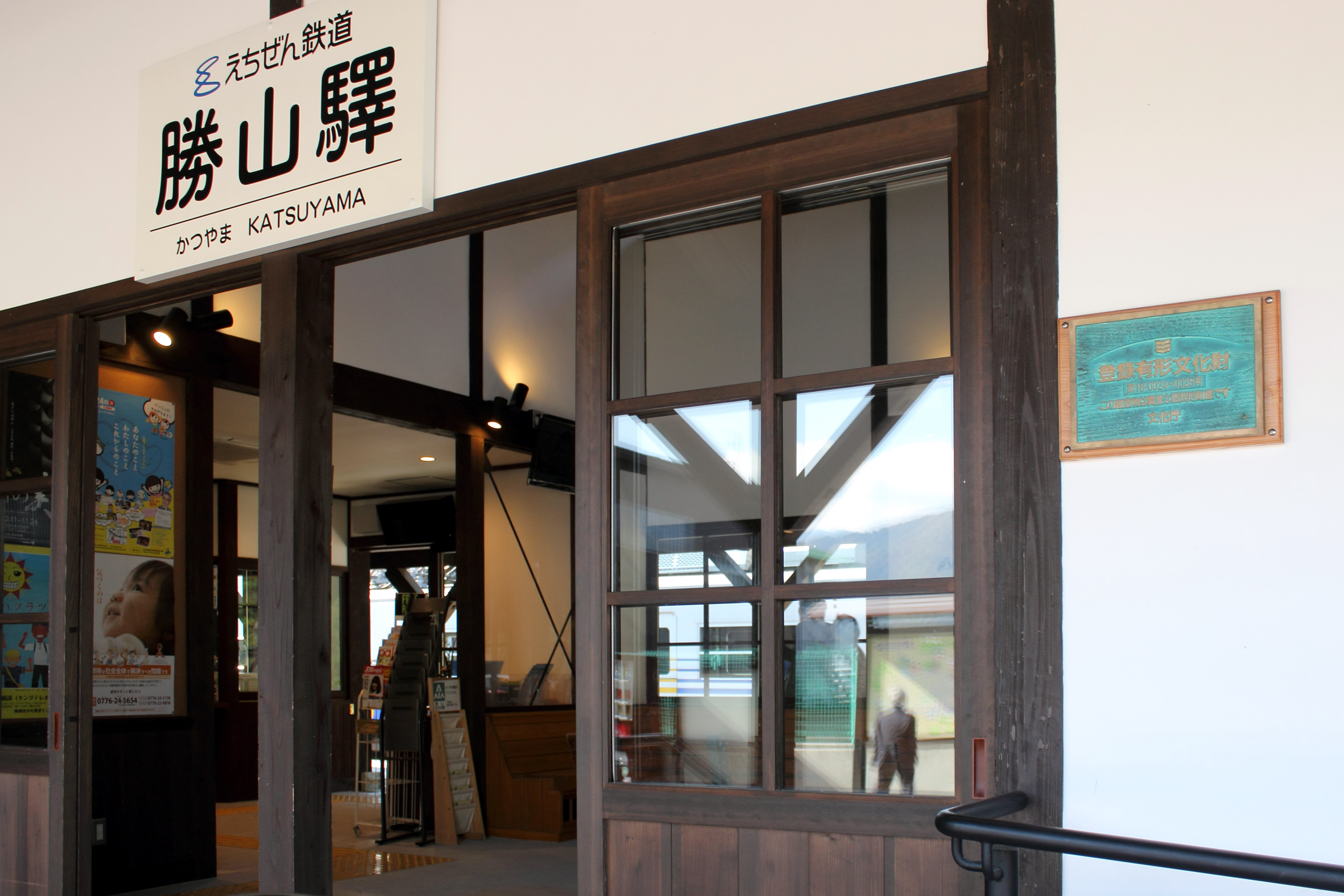
駅舎内（2013年）
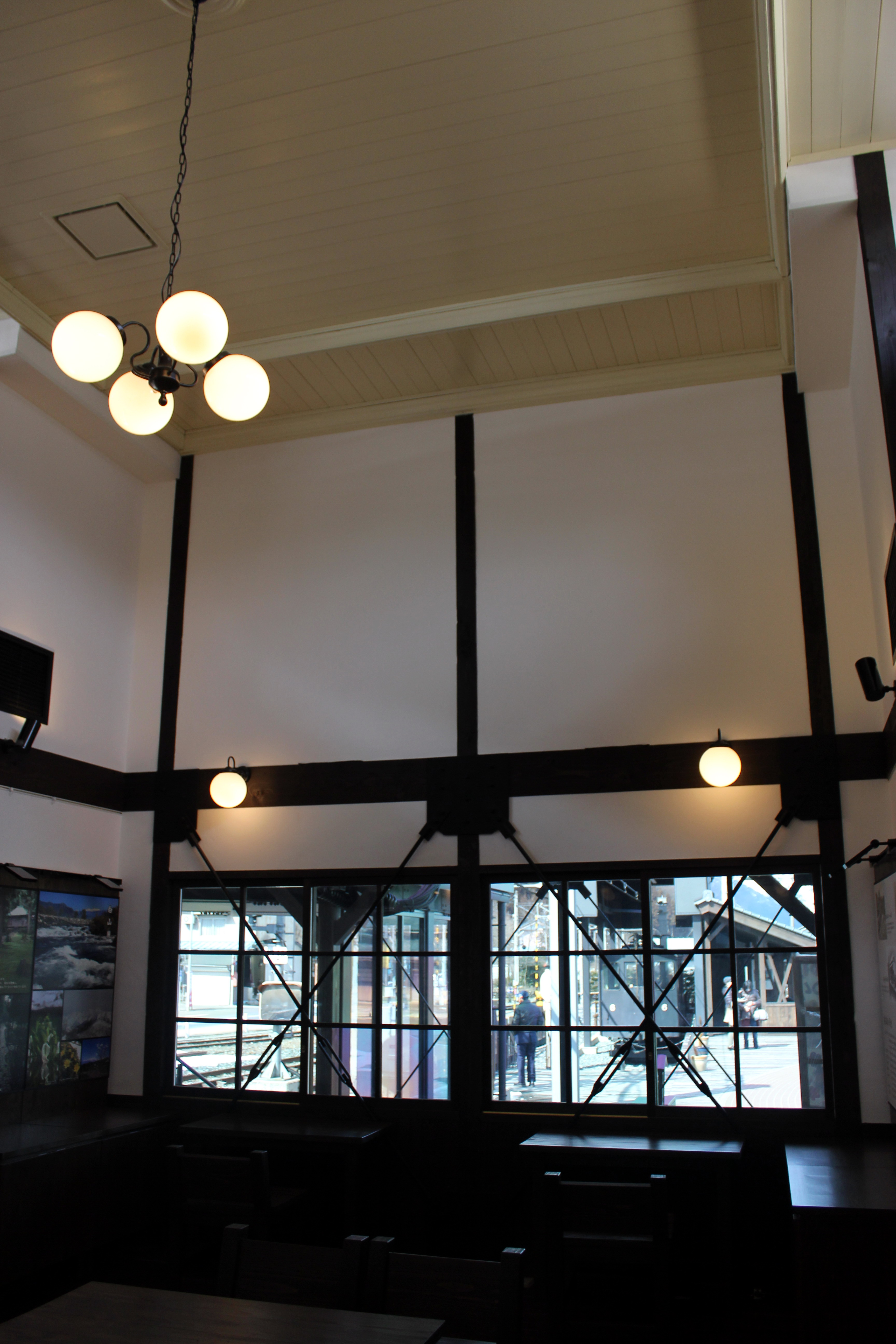
待合室（2013年）
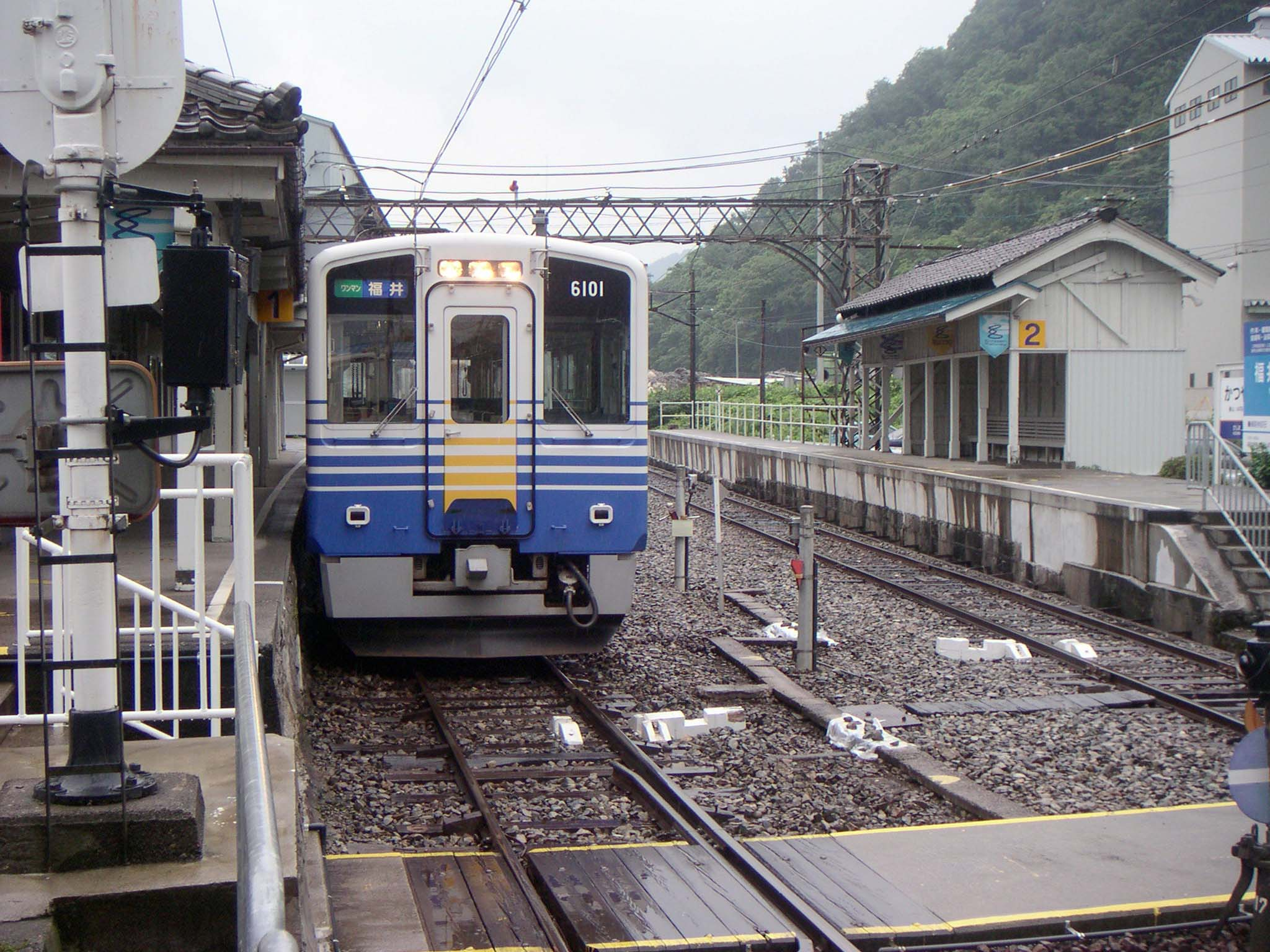
ホーム（2005年）
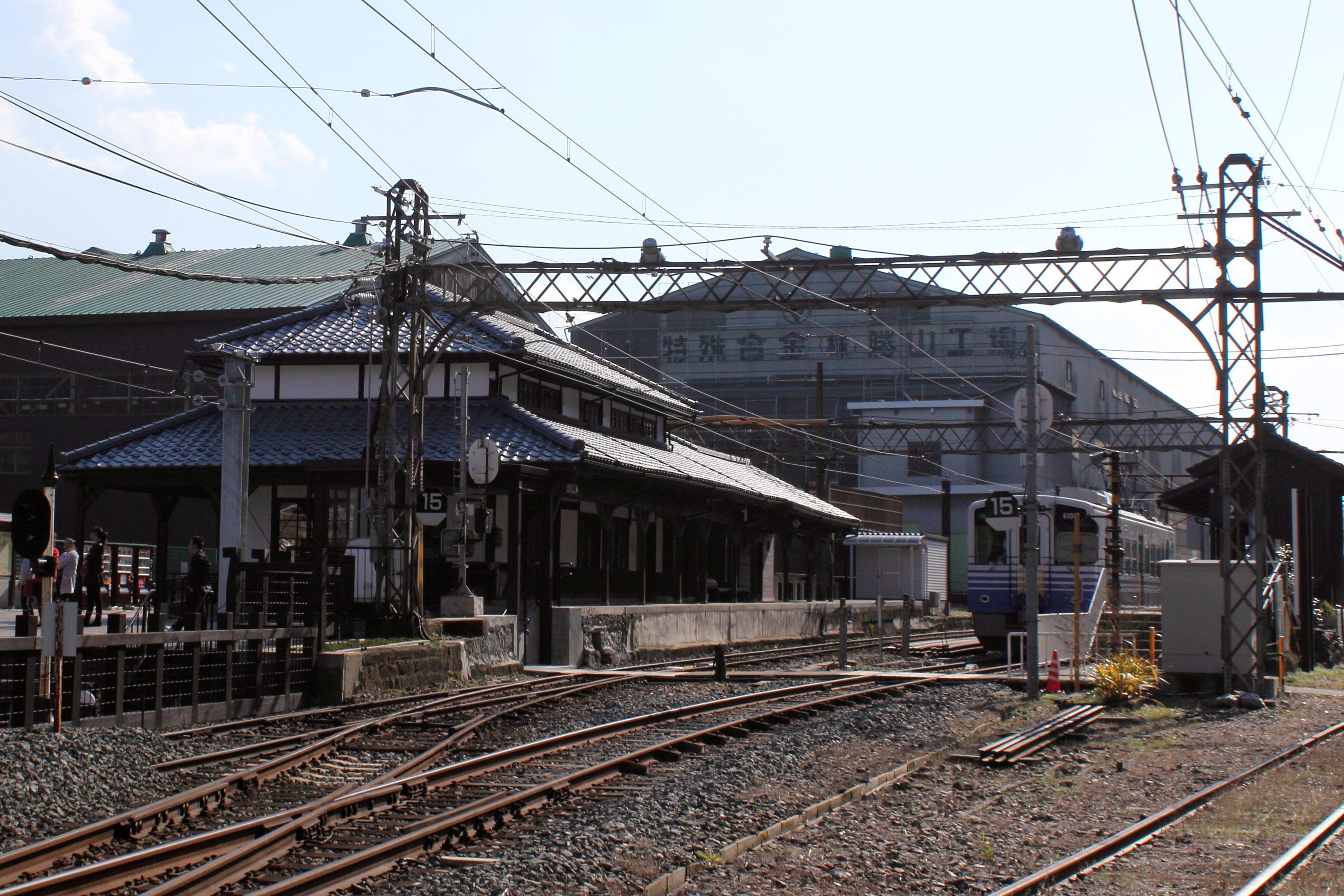
ホーム（2013年、別角度から）
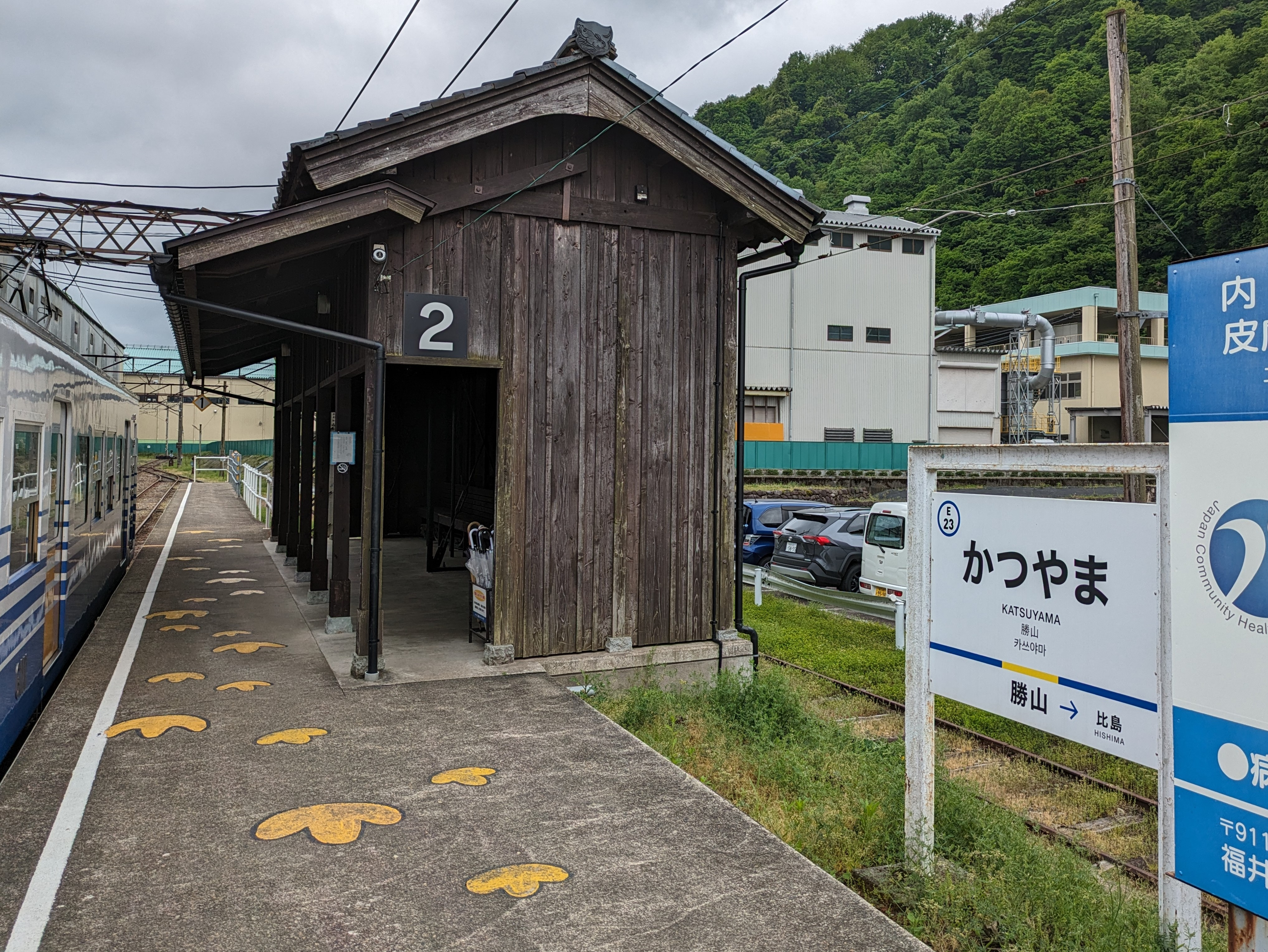
2番ホームと待合所（2024年）
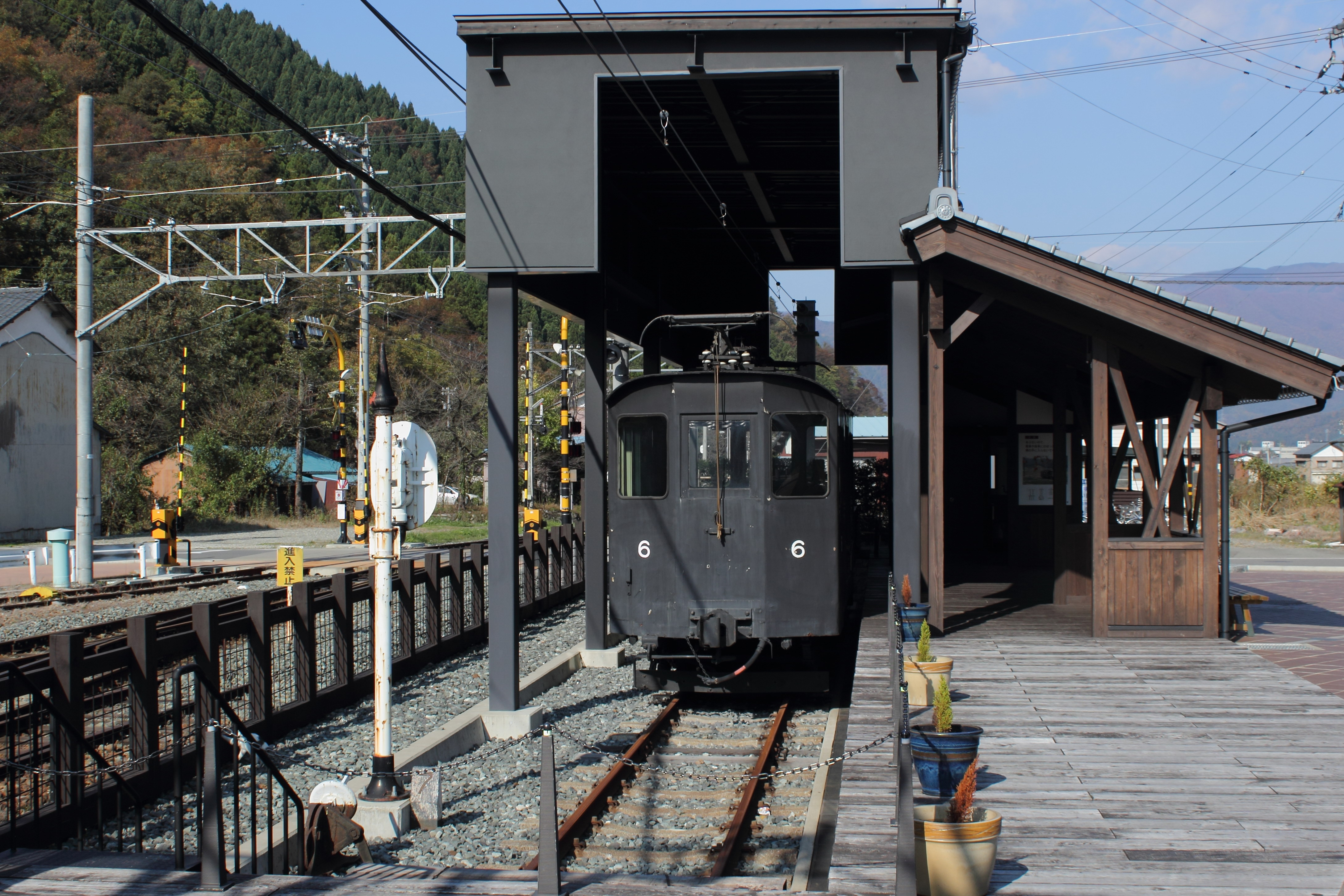
動態保存されているテキ6形電気機関車（2013年11月）
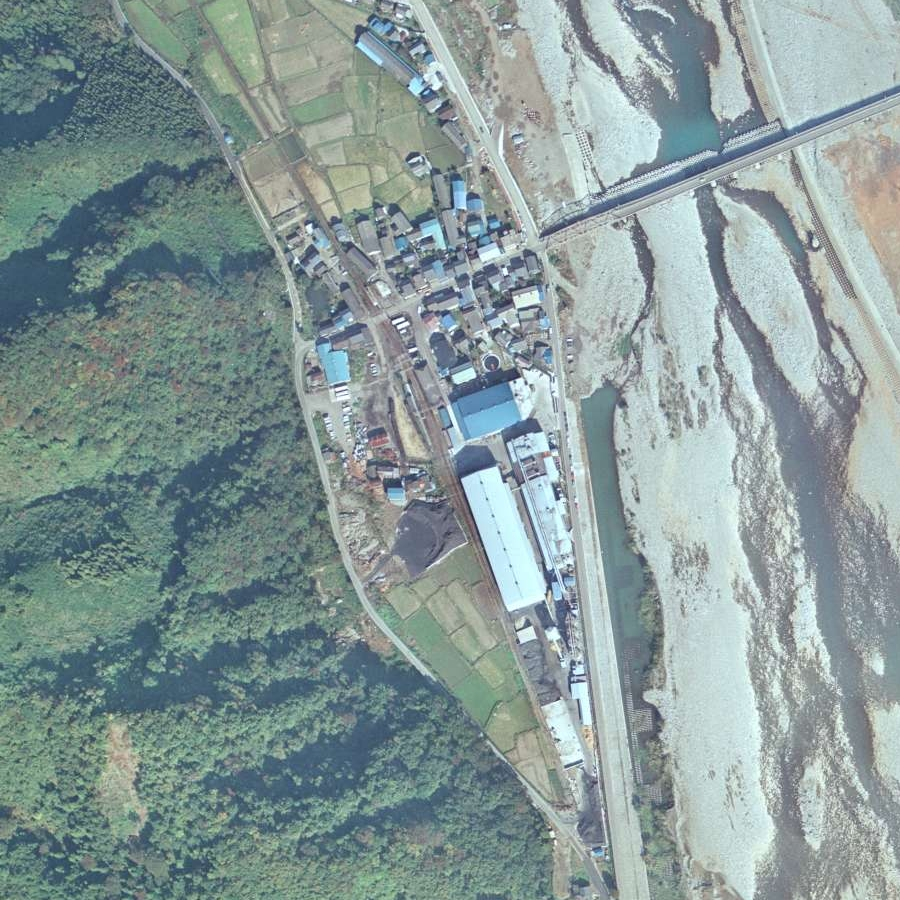
1975年時点の航空写真。国土交通省 国土地理院 地図・空中写真閲覧サービスの空中写真を基に作成。

## バス・乗合タクシーのりば
駅前ロータリーの「勝山駅前」停留所から各方面の路線バス・乗合タクシーが発着している。一部予約制の路線・時間帯がある。
コミュニティバスを除くほとんどの路線名が、行先となる郊外地区名（市制施行前の旧村名）を表している。路線名となっていない村岡町へはコミュニティバスをはじめ多くの路線が途中経由している。
駅舎直近が3番のりば、ロータリー出口に向かって2番、1番のりばとなっている。以下は2024年（令和6年）4月1日ダイヤ改正以降のもの。
1番のりば
- 勝山市コミュニティバス「ぐるりん」
  - ぐるりん中部方面 恐竜博物館前・福井勝山総合病院方面（循環） ※運行は大福交通
- 勝山市乗合タクシー
  - 遅羽線 三室小学校前ゆき、サンプラザ前ゆき ※運行は大福交通
  - 鹿谷線 発坂駅前・矢戸口ゆき ※運行は勝山交通
- 恐竜博物館直通バス
  - 恐竜博物館前ゆき ※運行は大福交通
- 勝山市内観光バス「ダイナゴン」
  - 勝山駅-平泉寺ライン 平泉寺神社前ゆき ※運行は大福交通、特定日運行、冬期運休

2番のりば
- 勝山市コミュニティバス「ぐるりん」
  - ぐるりん南部方面 越前大仏・勝山城博物館方面（循環）、福井勝山総合病院・水芭蕉ゆき ※運行は大福交通
- 勝山市乗合タクシー
  - 平泉寺線 平泉寺神社前・平泉寺小学校前・九頭竜ワークショップゆき ※運行は大福交通
  - 平泉寺・猪野瀬予約便 ※運行は大福交通
  - 北谷線 北谷コミュニティセンターゆき ※運行は大福交通
  - 北郷予約便 ※運行は勝山交通
  - 荒土線 滝波口ゆき ※運行は勝山交通
  - 野向線 滝波口ゆき ※運行は勝山交通
  - 荒土予約便 ※運行は勝山交通
  - 野向予約便 ※運行は勝山交通
  - 荒土・野向予約便 ※運行は勝山交通

3番のりば
- 京福バス
  - 44 勝山・大野線 ヴィオ（大野市）ゆき ※運行は大野観光自動車、土曜・休日・年末年始運休
  - 46 勝山・大野線 ヴィオ（大野市）ゆき、福井勝山総合病院ゆき ※運行は大野観光自動車、年末年始運休
  - スキージャム勝山ゆき ※冬季のみ運行

## 利用状況
「勝山市統計書」によると、1日平均の乗車人員は以下の通りである。
| 乗車人員推移 | 乗車人員推移 |
| 年度         | 1日平均人数  |
| ------------ | ------------ |
| 2003年       | 301          |
| 2004年       | 338          |
| 2005年       | 359          |
| 2006年       | 349          |
| 2007年       | 346          |
| 2008年       | 350          |
| 2009年       | 335          |
| 2010年       | 339          |
| 2011年       | 329          |
| 2012年       | 341          |
| 2013年       | 322          |
| 2014年       | 346          |
| 2015年       | 395          |
| 2016年       | 388          |
| 2017年       | 380          |
| 2018年       | 407          |
| 2019年       | 407          |
| 2020年       | 224          |
| 2021年       | 275          |
| 2022年       | 340          |

## 駅周辺

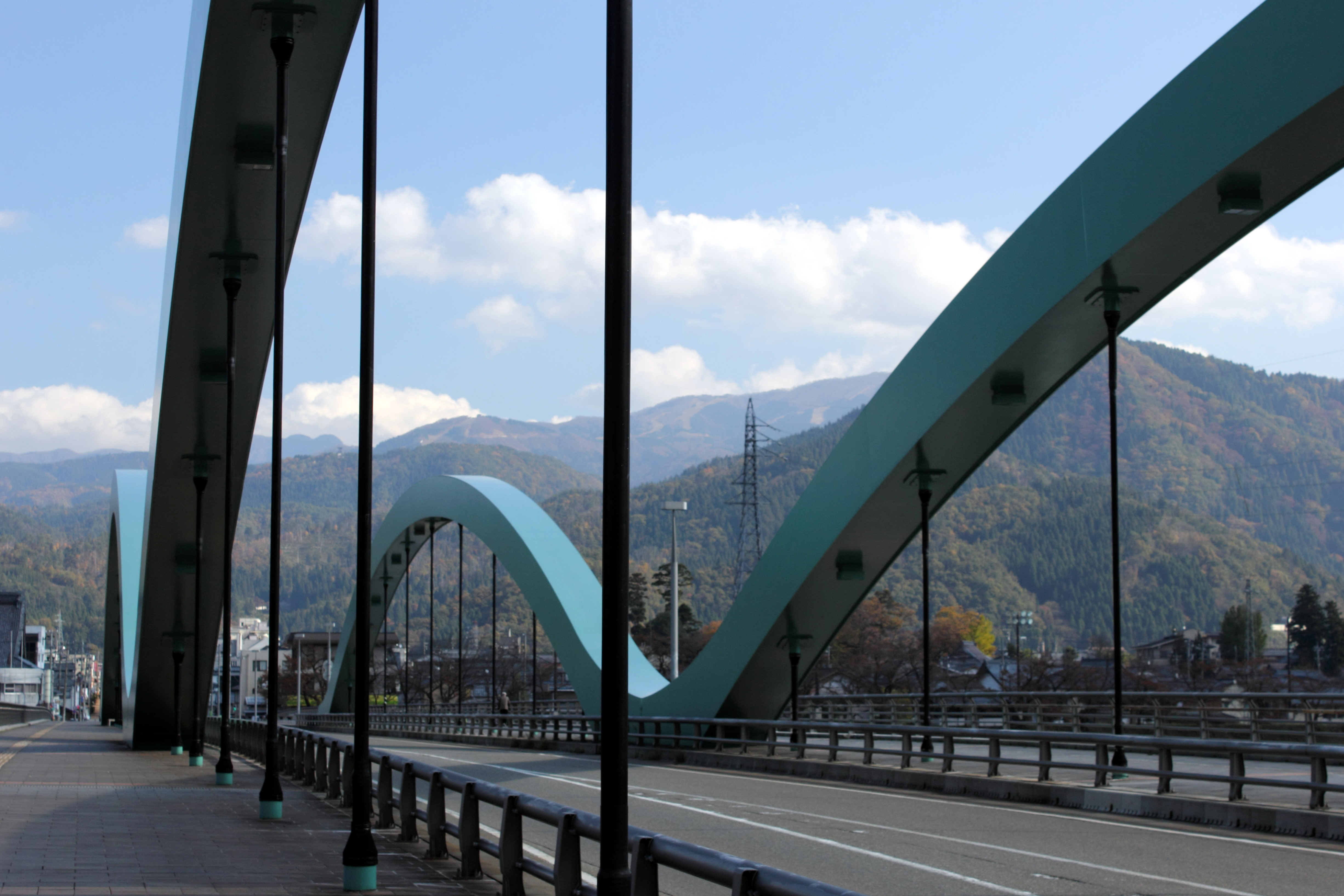
勝山橋（2013年11月）

勝山市の玄関口となる駅であるが、市街中心部とは対岸の九頭竜川の西側にあるため、駅周辺は大阪特殊合金の工場と駅前商店のみである。市街中心部および周辺の観光地に行くには駅近くの九頭竜川に架かる勝山橋を渡る。
- 勝山橋
- 弁天桜
- 勝山郵便局
- 旧料亭花月楼（中村家住宅主屋） - 国の登録有形文化財（建造物）
- 本町通り商店街 - 1月末に行われる「勝山年の市」の会場
- 勝山商工会議所
- 神明神社 - 2月末に行われる勝山左義長の松明の採火場所
- 勝山市役所・勝山市民会館・教育会館 - 勝山城跡の一部
- 開善寺 - 越前勝山藩主小笠原氏の菩提寺
- かつやまサンプラザ（ショッピングセンター）
- はたや記念館 ゆめおーれ勝山

福井県立恐竜博物館、越前大仏（清大寺）、勝山城博物館、平泉寺白山神社、スキージャム勝山は勝山駅から離れているため、バスまたはタクシーが移動手段となる。

## 隣の駅
えちぜん鉄道
■勝山永平寺線
□快速（上りのみ）
発坂駅 (E21) ← 勝山駅 (E23)
■普通
発坂駅 (E21) - （※）比島駅 (E22) - 勝山駅 (E23)
（※）一部の普通列車は比島駅に停車しない。